# O Homem
"O Homem" (Em inglês:The Man) é uma gíria inglesa que pode se referir ao governo ou a alguma outra autoridade em posição de poder. Além dessa conotação depreciativa, também pode servir como um termo de respeito e louvor.
A frase "o homem está me mantendo caído" (the Man is keeping me down) é comumente usada para descrever a opressão. A frase "cole-o ao homem" (stick it to the Man) encoraja a resistência à autoridade e, essencialmente, significa "revidar" ou "resistir", seja passivamente, abertamente ou através de sabotagem.